# Sunway TaihuLight
Sunway TaihuLight (tiếng Trung, Shénwēi · tàihú zhī guāng) là một siêu máy tính của Trung Quốc. Tính đến  tháng 11 năm 2018, được xếp thứ ba trong danh sách TOP 500, với điểm đo hiệu suất LINPACK là 93 petaflop. Tốc độ này nhanh gấp gần ba lần so với siêu máy tính Thiên Hà 2 trước đó. Được thiết kế bởi Trung tâm nghiên cứu quốc gia về kỹ thuật và công nghệ máy tính song song (NRCPC) và được đặt tại Trung tâm siêu máy tính quốc gia Vô Tích thuộc thành phố Vô Tích, tỉnh Giang Tô, Trung Quốc.
Sunway TaihuLight từng là siêu máy tính nhanh nhất thế giới từ tháng 6 năm 2016 đến tháng 6 năm 2018, theo danh sách TOP 500. Kỷ lục đã bị vượt qua vào tháng 6 năm 2018 bởi siêu máy tính Summit của IBM.

## Kiến trúc
Sunway TaihuLight sử dụng tổng cộng 40.960 bộ vi xử lí SW26010 64-bit RISC dựa trên kiến trúc Sunway. Mỗi chip xử lý chứa 256 lõi xử lý và thêm bốn lõi phụ để quản lý hệ thống, tổng số 10.649.600 lõi vi xử lí trên toàn hệ thống.

## Phần mềm
Hệ thống này chạy trên hệ điều hành riêng của mình, Sunway RaiseOS 2.0.5, dựa trên Linux. Hệ thống sử dụng OpenACC 2.0 tùy chỉnh riêng để hỗ trợ quá trình mã hóa song song.